# Brendan Moore
Brendan Moore (Sheffield, 17 de febrero de 1972) es un árbitro de snooker inglés.

## Biografía
Nació en la ciudad inglesa de Sheffield en 1972. Arbitra partidos del circuito profesional de snooker desde 2005. Arbitró una final del Campeonato Mundial de Snooker por primera vez en 2014, cuando en el Crucible Theatre de su ciudad natal se enfrentaron Ronnie O'Sullivan y Mark Selby. Repitió en 2018, esta vez con Mark Williams y John Higgins. También ha supervisado las finales del Campeonato del Reino Unido de 2010 y de 2013 y las del Masters de 2012 y de 2020. Se retiró del circuito profesional tras arbitrar la final del Campeonato Mundial de Snooker de 2023, con Selby y Luca Brecel.